# Župnija Gornji Petrovci
Župnija Gornji Petrovci je rimskokatoliška teritorialna župnija dekanije Murska Sobota škofije Murska Sobota.
Župnijska cerkev je cerkev sv. Trojice. V župniji je tudi cerkev sv Ane.
Do 7. aprila 2006, ko je bila ustanovljena škofija Murska Sobota, je bila župnija del Pomurskega naddekanata, ki je bila del škofije Maribor.